# Marcin Unold
Marcin Unold (ur. 21 grudnia 1986 w Gliwicach) – polski pływak, wielokrotny medalista mistrzostw Polski. Specjalizuje się w pływaniu stylem grzbietowym.
Zawodnik klubu AZS-AWF Katowice. Jego trenerem jest Peter Hovland. Student Oakland University w Stanach Zjednoczonych.

## Imprezy
- Mistrzostwa Polski
- Mistrzostwa Europy (Budapeszt 2006)
- Letnia Uniwersjada 2007 w Bangkoku
- Mistrzostwa Europy Juniorów (Lizbona 2004)